# Chrám Proměnění Páně (Oděsa)
Chrám Proměnění Páně (ukrajinsky Оде́ський Спа́со-Преображе́нський кафедра́льний собо́р) je největší pravoslavný chrám v ukrajinském černomořském přístavu Oděse. Patří Ukrajinské pravoslavné církvi Moskevského patriarchátu.
Chrám byl silně poničen ruským raketovým útokem na Oděsu v noci na 23. července 2023.

## Historie
Základní kámen chrámu byl položen 14. listopadu 1795, dokončen měl být o dva roky později. Stavbu finančně podporovala carevna Kateřina II. Veliká, po její smrti v listopadu 1796 se ale stavba zastavila. V roce 1803 byl starostou Oděsy jmenován Armand-Emmanuel du Plessis de Richelieu, který zajistil další financování stavby a stavební práce tak byly obnoveny pod vedením italského architekta Francesca Frappoliho. Chrám byl vysvěcen 25. května 1808.
V roce 1825 začala stavba samostatně stojící zvonice, kterou projektoval Giovanni Frapolli, bratr Francesca. Samostatně stojící zvonice byla dokončena v roce 1837. Od téhož roku chrám zastává funkci katedrálního chrámu. Byl proto rozšířen (mj. chrám byl spojen se zvonicí) a následně proběhlo několik dalších dostaveb, když poslední skončila v roce 1903. Chrám byl jedním z největších v Ruském impériu, jeho kapacita byla 9 tis. věřících v horním patře a další 3 tis. v podzemním patře. V chrámu byl mj. pohřben ruský šlechtic a vojevůdce Michail Semjonovič Voroncov s manželkou.
V roce 1936 komunisté chrám zbořili. Hrobka manželů Voroncovových byla vykradena a samotné ostatky přeneseny na hřbitov v chudé části města. Na místě chrámu měl být postaven kulturní dům, na místě hlavního oltáře měla být toaleta. Plán se však nerealizoval, místo zůstalo parkem a na místě oltáře byla postavena fontána. Velký vliv na to měl mít sovětský oftalmolog Vladimir Filatov, fontána byla později neformálně označována jako Filatův pohár.
O znovupostavení chrámu se začalo uvažovat po pádu komunistického režimu a vyhlášení nezávislosti Ukrajiny.

## Současnost
Práce na znovupostavení chrámu probíhaly v letech 1996–2005. V roce 2005 se do chrámu navrátily i ostatky manželů Voronocovových. V roce 2008 při příležitosti 200 let od vysvěcení kostela byl instalován nový čtrnáctitunový zvon. 21. července 2010 ruský patriarcha Kirill I. vysvětil hlavní oltář v obnoveném chrámu, když chrám patří pod Moskevský patriarchát Ukrajinské pravoslavné církve. Práce na výzdobě interiéru pokračovaly i po roce 2010.
Během Ruské invaze na Ukrajinu byla 23. července 2023 katedrála vážně poškozena ruským raketovým útokem. Útok ostře odsoudilo mj. UNESCO, které v roce 2023 historické centrum Oděsy zařadilo na seznam světového dědictví. Itálie ústy své premiérky Giorgie Meloniové přislíbila pomoc s rekonstrukcí katedrály.

## Galerie

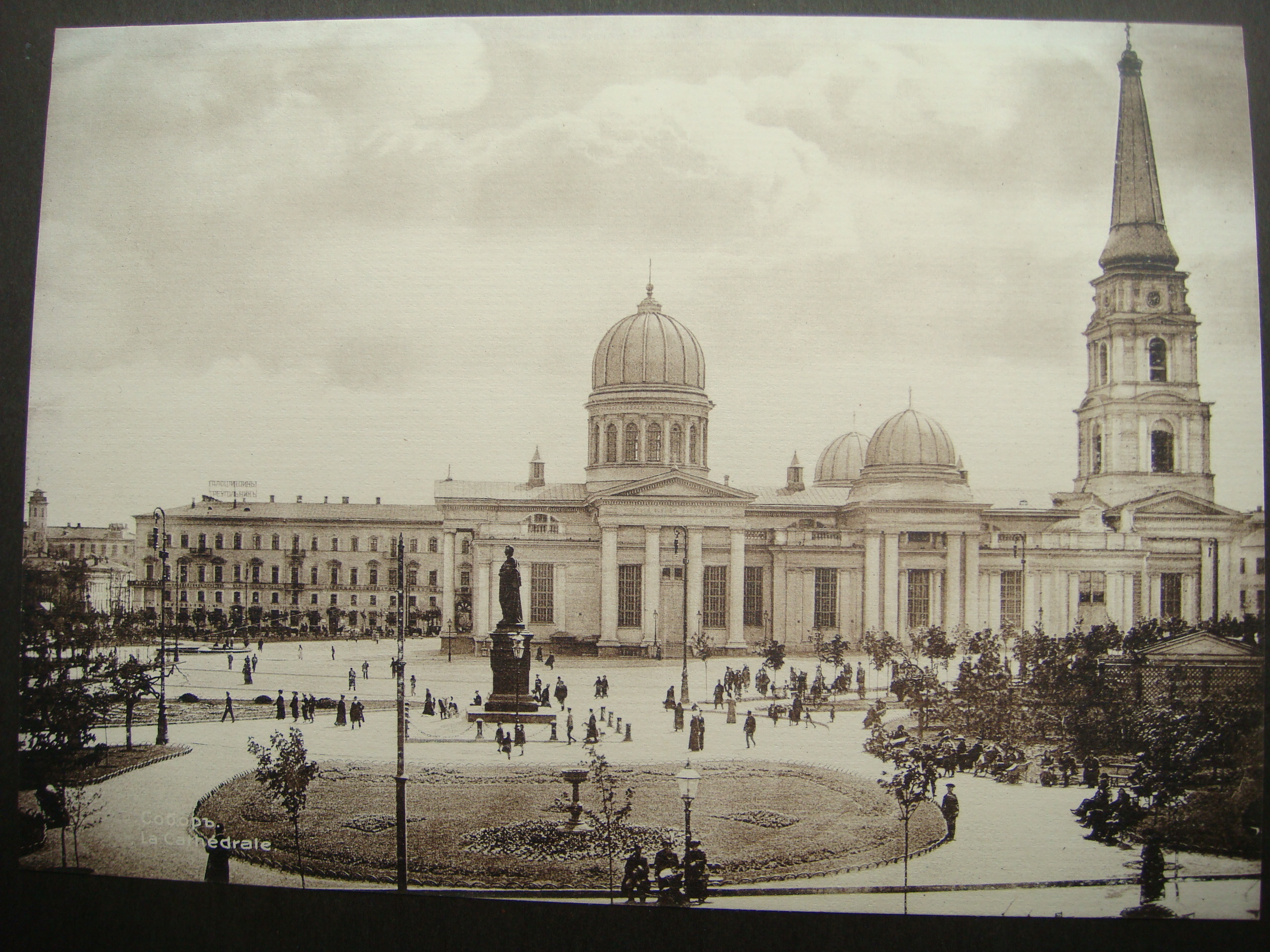
Katedrální náměstí na dobové fotografii ze začátku 20. století
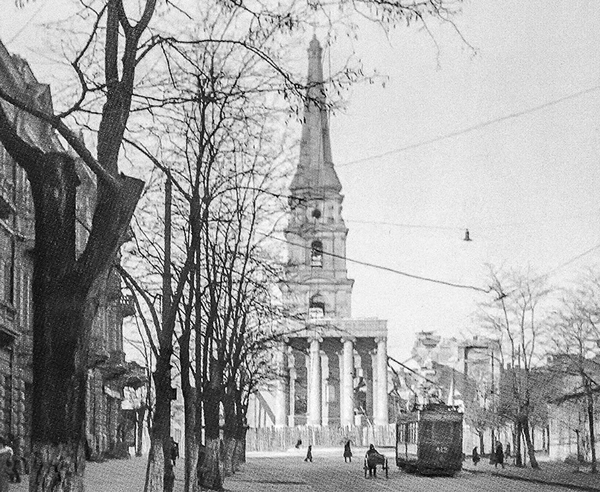
Polorozbořená katedrála v březnu 1936
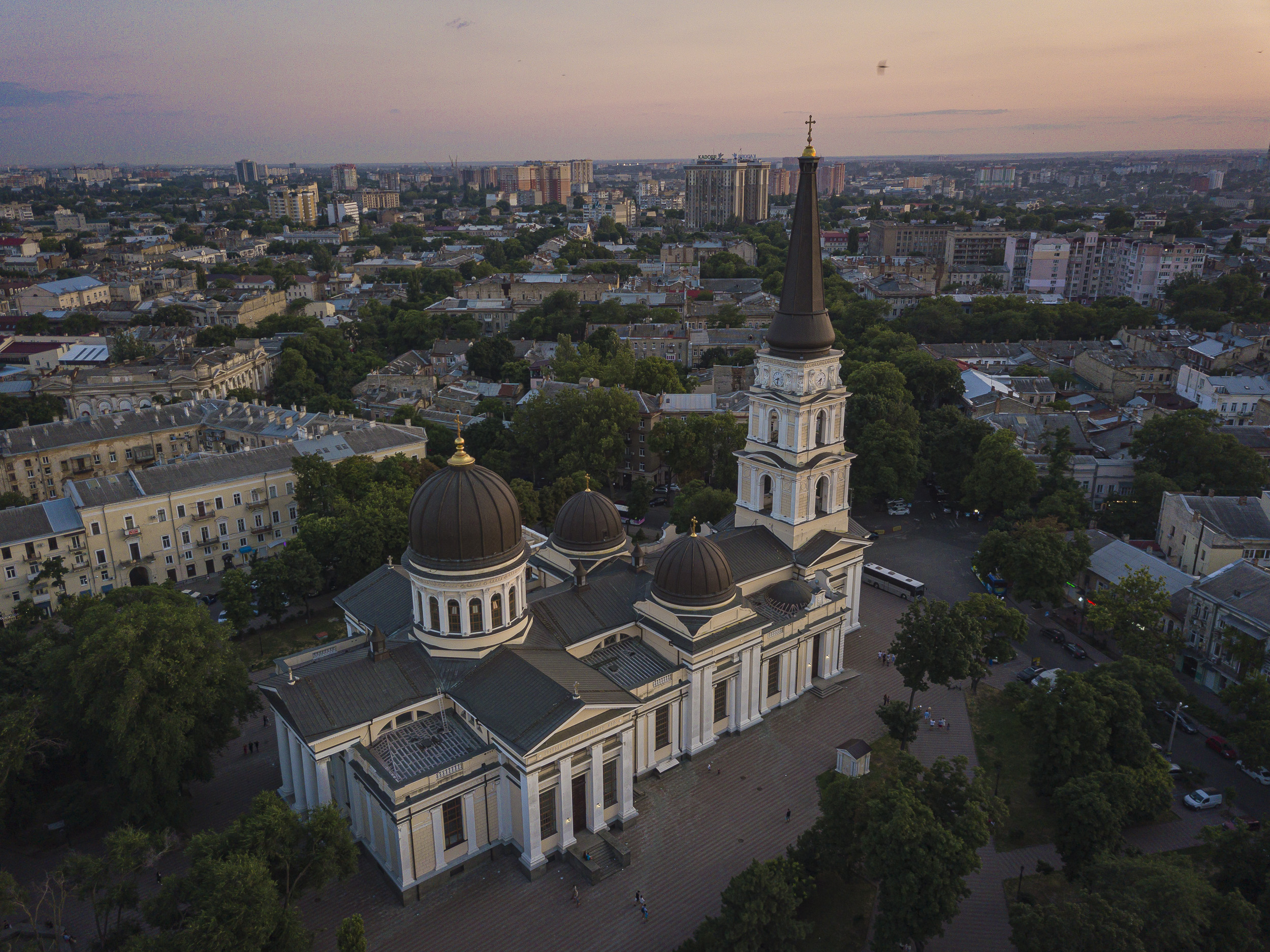
Obnovená katedrála
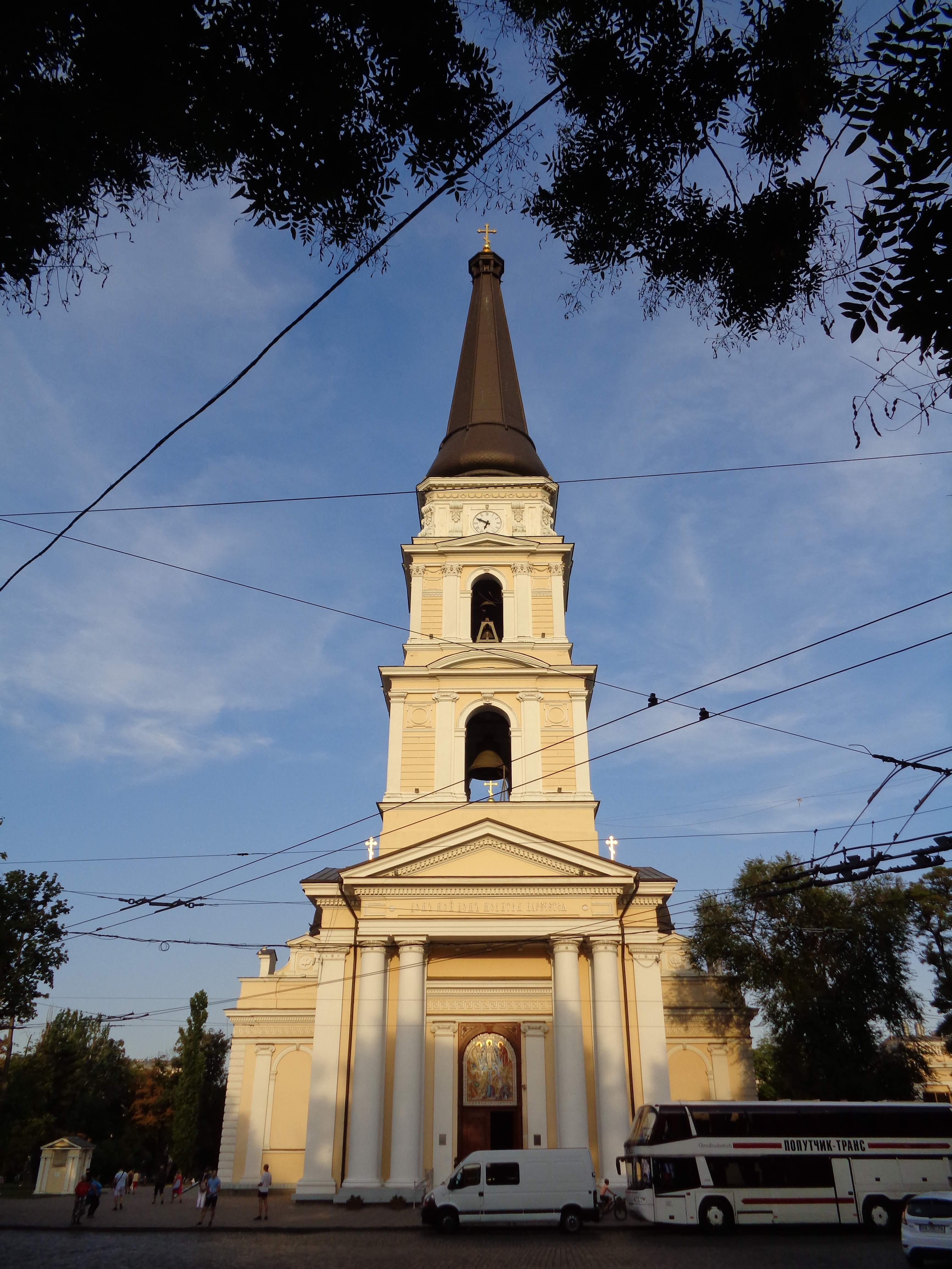
Zvonice
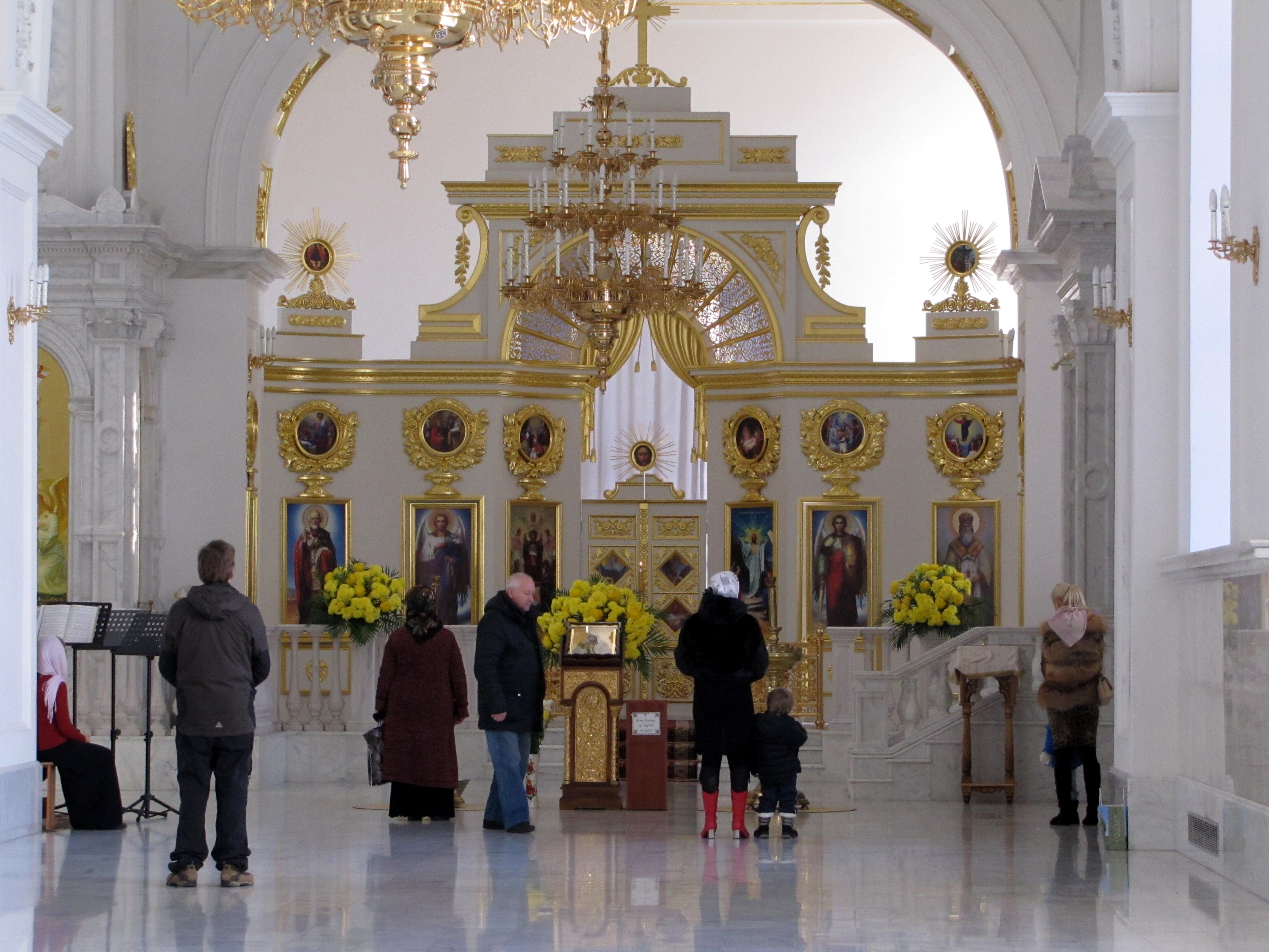
Interiér katedrály
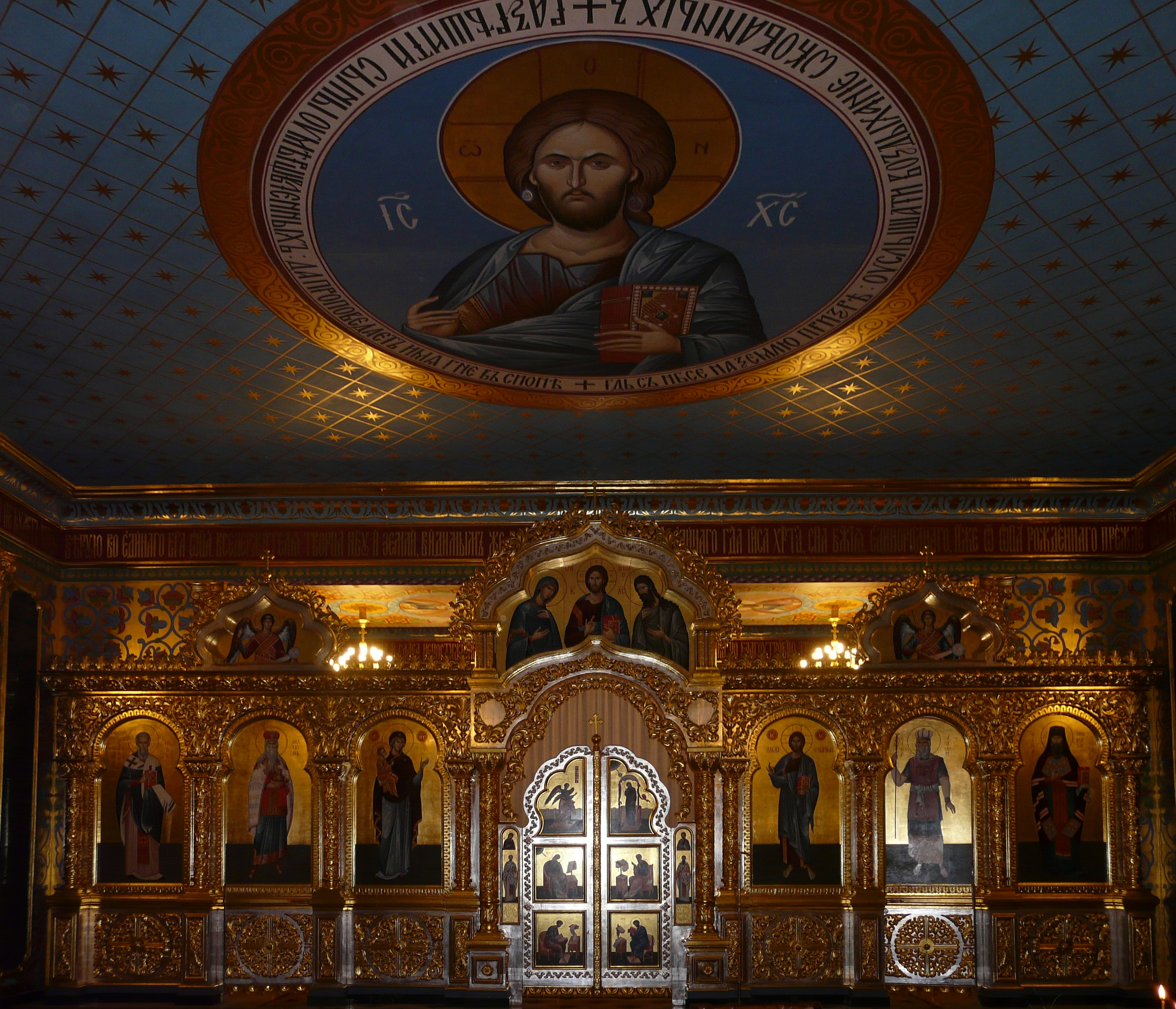
Ikony v chrámě
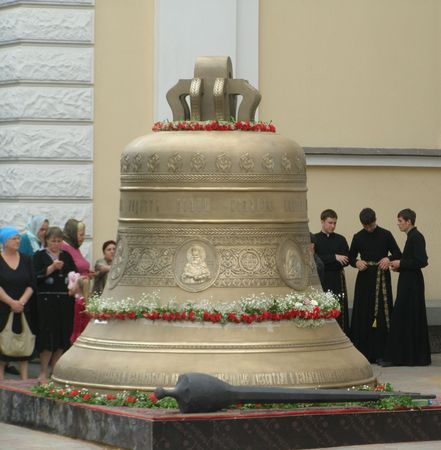
Chrámový zvon
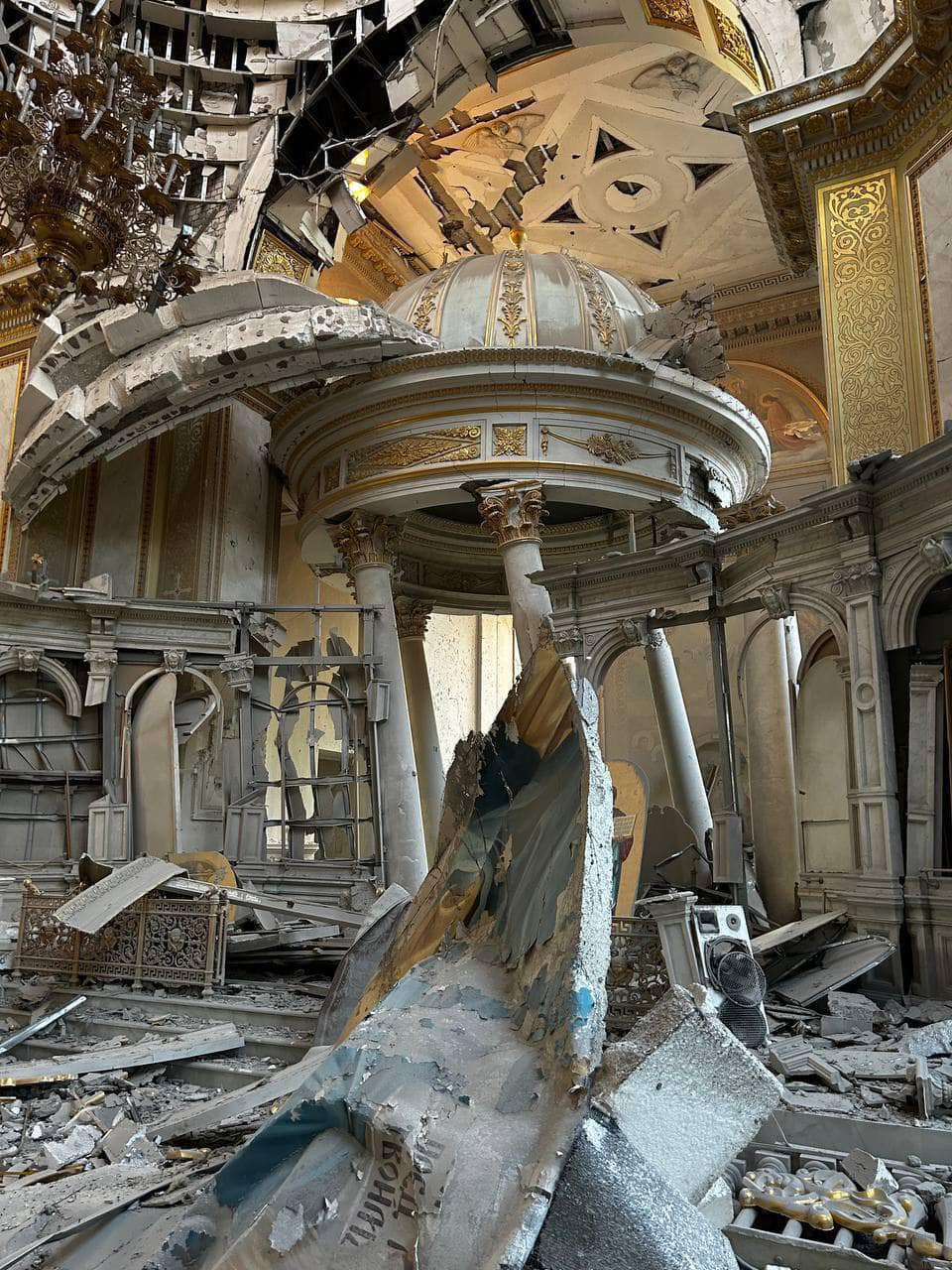
Vnitřek katedrály po ruském raketovém útoku